# Zähigkeit
Zähigkeit oder Tenazität beschreibt die Widerstandsfähigkeit eines Werkstoffs gegen Bruch oder Rissausbreitung. Die Zähigkeit wird durch die Fähigkeit zur Absorption von mechanischer Energie bei plastischer Verformung bestimmt.
Zähe Werkstoffe weisen in der Regel ein ausgewogenes Verhältnis aus Festigkeit und Duktilität auf. Viele Metalle sind zäh, da sie eine hohe Festigkeit aufweisen und zugleich in der Lage sind, viel Verformungsenergie aufzunehmen, ohne zu brechen. Dies gilt beispielsweise für Schmiedeeisen, aber nicht für Gusseisen.
Das Gegenteil der Zähigkeit ist die Sprödigkeit. Beispiele für spröde Werkstoffe sind Glas, Keramik, einige harte Kunststoffe und gehärteter Stahl. Diese Materialien sind nur sehr begrenzt in der Lage, sich plastisch zu verformen und können somit wesentlich weniger Energie aufnehmen als zähe Werkstoffe, bevor sie brechen.

## Temperaturabhängigkeit
Einige Werkstoffe (insbesondere Kunststoffe sowie Baustahl und alle anderen kubisch raumzentrierten Werkstoffe) zeigen eine ausgeprägte Temperaturabhängigkeit ihrer Zähigkeit. Der Übergang zwischen zäher „Hochlage“ und spröder „Tieflage“ wird durch die Übergangstemperatur {\displaystyle T_{\mathrm {\ddot {U}} }} beschrieben. Die Einsatztemperatur sollte stets oberhalb {\displaystyle T_{\mathrm {\ddot {U}} }} liegen.
Bevor dieser Effekt bekannt war, sind immer wieder Schiffe (z. B. die Liberty-Frachter während des Zweiten Weltkriegs) bei ruhiger See, aber niedrigen Temperaturen ohne ersichtlichen Grund spröde auseinandergebrochen.

## Messmethoden
Die Zähigkeit (oder Verformungsenergie {\displaystyle U_{T}}) wird in der Einheit Joule pro Kubikmeter ({\textstyle \mathrm {\frac {J}{m^{3}}} }) bestimmt. Dabei haben sich unterschiedlichen Testverfahren oder Methoden der Bruchmechanik für die Messung einzelner Kennwerte etabliert:
- Die Bruchspannung und die Brucharbeit können durch den Kerbschlagbiegeversuch, Kerbzugversuch, Durchstoßversuch oder den Zugversuch bzw. Druckversuch bestimmt werden.[6]
- Die Bruchverformung werden mit dem Zugversuch oder mit dem Biege- und Faltversuch ermittelt.
- Die Kerbschlagzähigkeit wird durch den Kerbschlagbiegeversuch gemessen.[7]
- Das Rissstoppvermögen wird durch den Kerbschlagbiege- oder Fallgewichtsversuch bestimmt.[1]

Die Zähigkeit kann anhand des Integrals des Spannungs-Dehnungs-Diagramms abgeschätzt werden:
{\displaystyle {\frac {\text{Energie}}{\text{Volumen}}}=\int _{0}^{\varepsilon _{B}}\sigma \,d\varepsilon }
mit
- der Dehnung {\displaystyle \varepsilon }
- der Bruchdehnung {\displaystyle \varepsilon _{B}}
- der Spannung {\displaystyle \sigma }.

Für eine genauere Quantifizierung wird zudem die elastische Verformung abgezogen.
Das Rissstoppvermögen eines Werkstoffes ermöglicht hingegen tieferes Verständnis zur Rissablenkung oder Rissverzweigung. Diese Mechanismen in der Mikrostruktur können bei der Werkstoffentwicklung zu verbesserten Brucheigenschaften und Zähigkeitssteigerung führen.

## Zähigkeitsklassen

### Tenazität von Mineralen
In der Mineralogie ist die Tenazität (Zähigkeit) einer Mineraloberfläche ein mit der Stahlnadel geprüfter Härtegrad:
- Bei sprödem (fragilem) Mineral springt der Ritzstaub von der Oberfläche weg. Der Großteil der Minerale gehören in diese Kategorie.
- Bei mildem (tendilem) Mineral springt das Ritzpulver nicht weg, sondern bleibt am Rand der Ritzspur liegen. Bsp.: Galenit, Antimonit
- Bei schneidbarem (sektilem) Mineral erzeugt die eindringende Nadel eine Ritzspur, aber kein Ritzpulver. Bsp.: Talk, gediegenes Bismut

Die Tenazität des gesamten Minerals wird durch Verbiegen getestet:
- Spröde Minerale zerbrechen.
- Geschmeidige (duktil/malleabel) Mineralien ändern dauerhaft ihre Form. Die Formänderung erfolgt plastisch, d. h. ohne zu zerbrechen; z. B. kann ein Mineral zu einem Plättchen gehämmert oder zu einem Draht gezogen werden. Bsp.: viele Metalle (Silber, Gold, Kupfer etc.), Argentit.
- Unelastisch-biegsame (flexibel) Minerale unterscheiden sich von den duktilen Mineralen dadurch, dass der Kristall nur gebogen werden kann. Hämmern oder Ziehen würde zum Zerbrechen führen. Sie bleiben nach dem Biegen ebenfalls in der neuen Form. Bsp.: Gips.
- Elastisch-biegsame (elastic) Mineralien kehren dagegen nach dem Verbiegen wieder ihre ursprüngliche Form zurück. Bsp.: Biotit, Hellglimmer, Biotit-Glimmer[9]

### Zähigkeit von Kohlenstofffasern
| Grad     | Englisch               | Deutsch           |
| -------- | ---------------------- | ----------------- |
| HT       | High Tenacity          | Hochfest          |
| IM       | Intermediate Modulus   | Mittlerer Modul   |
| HM       | High Modulus           | Hoher Modul       |
| UM / UHM | Ultra High Modulus     | Ultra hoher Modul |
| UMS      | Ultra Modulus Strength | Ultrahochsteif    |
| HMS      | High Modulus Strength  | Hochsteif         |